# دهیانگه
دهیانگه (به لاتین: Dehiange) یک منطقهٔ مسکونی در سری‌لانکا است که در استان مرکزی (سری‌لانکا) واقع شده‌است.